# Кейс Кломпенхаувер
Кейс Ян Рене Кломпенхаувер (Kees Jan René Klompenhouwer) (1954, Швейцарія) — нідерландський дипломат. Надзвичайний та Повноважний Посол Королівства Нідерландів в Україні.

## Біографія
Народився в 1954 році в Швейцарії. У 1979 році закінчив факультет економіки Роттердамського університету Еразма. Володіє вільно голландською, англійською, французькою; добре німецькою та іспанською мовами; знає сербсько-хорватську та російську.
У 1983–1987 — Співробітник з питань політики Європейського союзу.
У 1987–1992 — Перший секретар Постійного представництва Нідерландів при Організації Об'єднаних Націй у Женеві.
У 1992–1995 — Керівник відділу з військового співробітництва Міністерство закордонних справ, Гаага.
У 1995–1999 — Військовий Радник з питань оборони і безпеки Постійного представництва Нідерландів в НАТО, Брюссель.
У 1999–2002 — Надзвичайний і Повноважний Посол у Белграді, Сербія.
У 2002–2006 — Директор зовнішньої розвідки Генеральної служби розвідки і безпеки (AIVD)
У 2006–2008 — директор департаменту Східної та Південно-Східної Європи Міністерства закордонних справ Нідерландів, Гаага.
У 2008–2013 — Командувач цивільними і миротворчими операціями (CPCC).
З 2013 — Надзвичайний і Повноважний Посол Королівства Нідерланди в Києві.
5 липня 2013року вручив вірчі грамоти Президенту України Віктору Януковичу.